# Тімія мегаполітанська
Тімія мегаполітанська (Timmia megapolitana) — вид мохів порядку тіміальних (Timmiales).

## Поширення
Батьківщиною є Європа, Північна Америка, Азія.
T. megapolitana відповідає арктично-гірській моделі поширення.

## Характеристика
Timmia megapolitana — темно-зелений мох середнього розміру, який має велике листя, що грубо зазубрене у вільній частині листка та ціле у верхній частині листка. Верхівка листка гостра; піхва прозора чи жовтувата; кінцівки зелені. Стебла в середньому 2–6 см заввишки, прості чи розгалужені. Коли листя стає сухим, воно згортається в трубчасту форму, але розповзається, коли стає вологим. Вид однодомний. Коробочка складчаста або зморщена в сухому стані. Спори мають в середньому 10–14 мкм в діаметрі, мають жовтий колір і шорстку поверхню.